# Émilie Dauvergne
Pour les articles homonymes, voir Dauvergne.
Émilie Dauvergne, née à Lyon le 18 août 1866 et morte à Tassin-la-Demi-Lune le 16 mars 1943, est une artiste peintre française.

## Biographie
Née dans un milieu aisé, Marie Pierrette Émilie Dauvergne est la fille d'Alfonse Eugène Dauvergne, négociant, et de Marie Reine Goin (1840-1921), femme au foyer.
Elle suit les cours de Pierre Miciol, Claudius Barriot, Armand-Auguste Balouzet, Gaspard Poncet et Édouard Gelhay, et expose régulièrement au salon des beaux arts de Lyon entre 1885 et 1897, et de Paris entre 1892 et 1898.
Elle commence sa carrière à 19 ans. On retrouve un dessin offert en 1885 pour la tombola de la presse lyonnaise, première trace de son œuvre dans les archives.
Elle excelle dans l'art du pastel, sa touche fine et sensible évoque celle d'une artiste peintre de la même époque, Louise Abbéma.
En 1900, elle épouse à Paris Ernest Jules Geoffroy (1871-1951), représentant de commerce.
Elle meurt à l'âge de 76 ans.

## Salons

### Salon des artistes français
- 1892 : Lac d'Aiguebelette (Savoie)[6],[7] et Rimembranza, pastel[7]
- 1893 : Portrait de Mme B., pastel
- 1897 : Portrait de Mlle M. V., pastel
- 1898 : Le soir ; bords de la Bourbe

### Salon des Beaux-Arts de Lyon
- 1885 : Portrait de Mlle E., dessin[8]
- 1888 : mention honorable (médaille de bronze) à l'unanimité
- 1891 : Un coin de parc et Morbidezza, pastel, deuxième médaille de Vermeil[9],[10]
- 1893 : Lac d'Aiguebelette (Savoie) et Été, rappel de médaille[10]
- 1897 : Portrait de Mme G.[11]

### Exposition des Beaux-Arts d'Angoulême
- 1893 : Paysage ; Indolence, pastel ; Lecture interrompue, pastel[12]

## Œuvres dans les collections publiques
- Bayonne, Musée Bonnat-Helleu : Portrait de Madame Alexandre Berlioz, vers 1900, pastel sur toile[13].
- Morlaix, Musée des Beaux-Arts : Été, pastel (don au musée d'Alphonse de Rothschild)[14].
- Saint-Quentin, Musée Antoine-Lécuyer : Été, pastel (œuvre perdue, acquise en 1893 par Alphonse de Rothschild)[15],[16],[17].

## Galerie d'œuvres

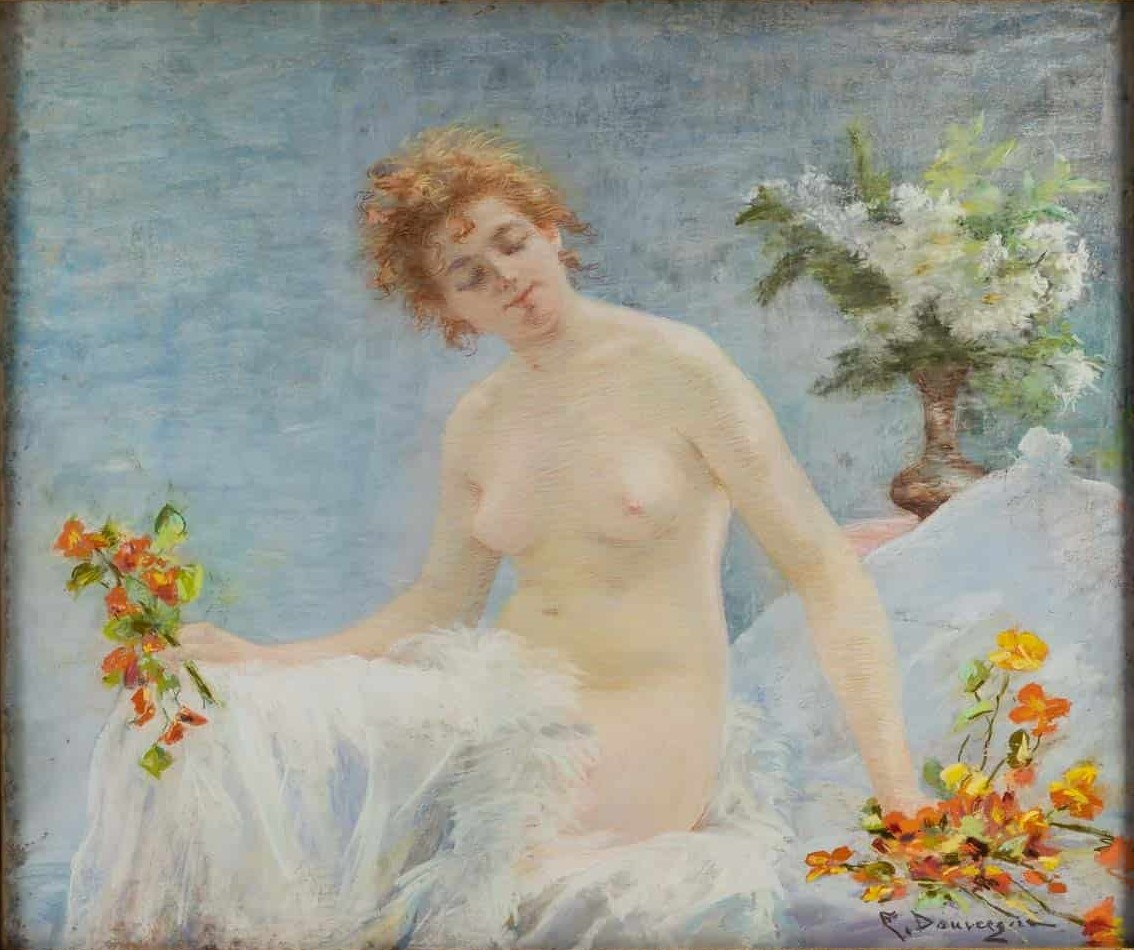
Jeune femme au bouquet de capucines et lilas, pastel, 80 × 94 cm. Collection privée.
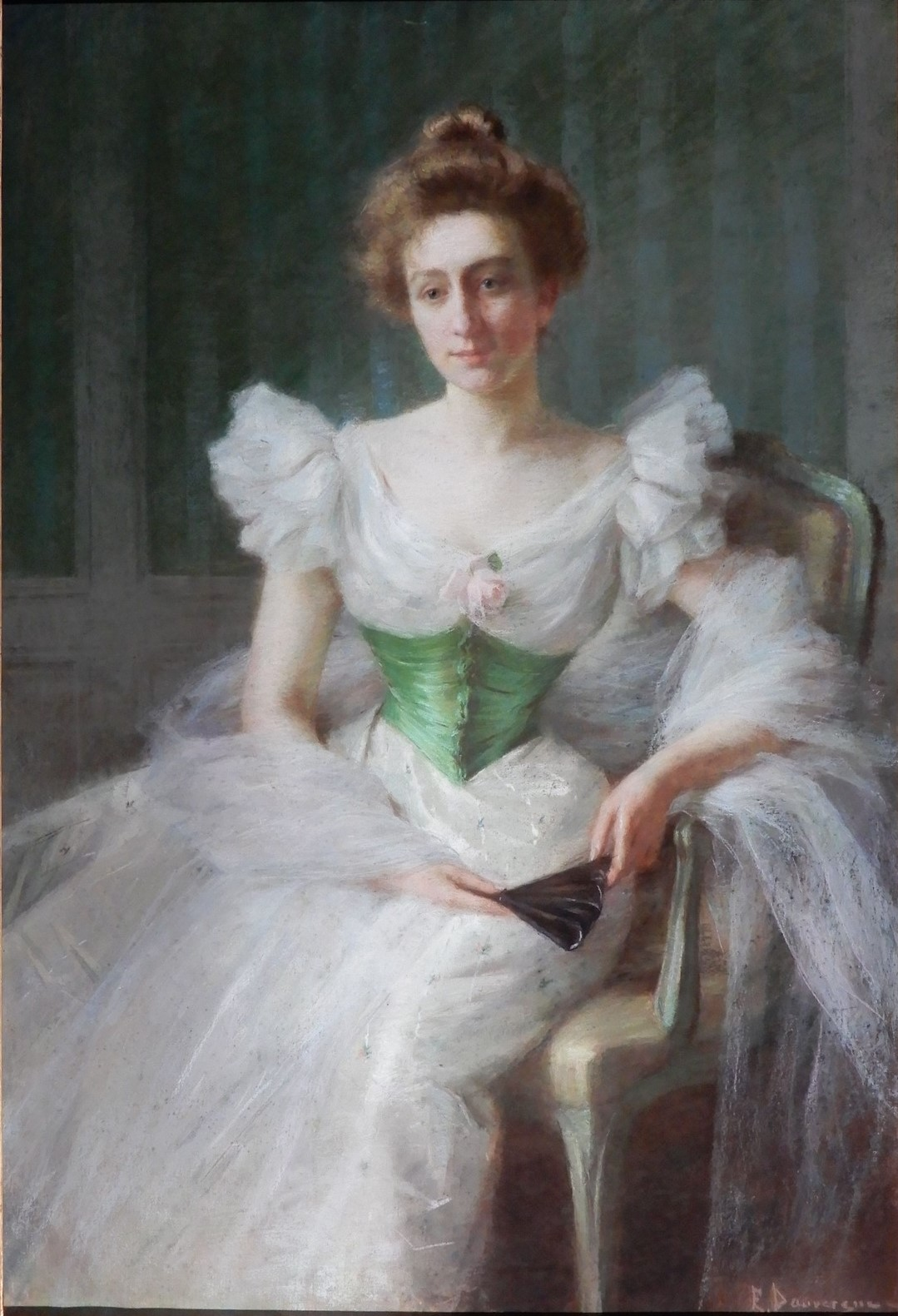
Portrait de Madame Alexandre Berlioz, vers 1900, pastel sur toile. Musée Bonnat-Helleu.